# NGC 195
NGC 195 је спирална галаксија у сазвежђу Кит која се налази на NGC листи објеката дубоког неба.
Деклинација објекта је - 9° 11' 39" а ректасцензија 0h 39m 35,7s. Привидна величина (магнитуда) објекта NGC 195 износи 13,7 а фотографска магнитуда 14,6. NGC 195 је још познат и под ознакама MCG -2-2-79, NPM1G -09.0025, IRAS 00370-0928, PGC 2391.